# Moesdorf
Moesdorf (en luxemburguès: Miesdref; en alemany: Mösdorf) és una vila de la comuna de Mersch situada al districte de Luxemburg del cantó de Mersch. Està a uns 30 km de distància de la ciutat de Luxemburg.